# David Hewlett
David Ian Hewlett (Redhill (Surrey), 18 april 1968) is een Engels-Canadees acteur, onder meer bekend als Dr. Rodney McKay in de sciencefictionseries Stargate SG-1, Stargate Atlantis en Stargate Universe.

## Biografie
Hewlett groeide op in Canada. Hij begon met acteren in series zoals Traders en Kung Fu: The Legend Continues en hij had een rol in de film Cube. Later kwam hij bij Stargate SG-1 en mocht daar af en toe een gastoptreden doen. Hij had een van de hoofdrollen in het vervolg van SG-1, Stargate Atlantis. Hij runde Darkyl Media, een website-designbedrijf. Zijn zus Kate Hewlett is ook actrice en ze spelen samen in zijn eigen film A Dog's Breakfast uit 2006. In deze film heeft hij zelf ook een rol. Hij is goed bevriend met de regisseur Vincenzo Natali vanaf de middelbare school. Hij speelt in 5 films van Natali waaronder Cube, Cypher en Splice

## Privéleven
Hewlett was van 2000 tot 2004 getrouwd met actrice Soo Garay. Hij hertrouwde in 2008 en heeft met zijn laatste vrouw een kind.

## Filmografie
- The Shape of Water (2017) als Fleming
- Haunter (2013) als David
- Rise of the Planet of the Apes (2011) als Hunsiker
- The Whistleblower (2010) als Fred Murray
- Splice (2009) als Barlow
- Helen (2008) als Frank
- A Dog's Breakfast (2006) als Patrick
- Darklight (2004) als Anders Raeborne
- Ice Men (2004) als Bryan
- Boa vs. Python (2004) als Dr. Steven Emmett
- From Stargate to Atlantis: Sci Fi Lowdown (2004) als Zichzelf/Rodney McKay
- Preview to Atlantis (2004) als Zichzelf/Rodney McKay
- Friday Night (2003) als Roger
- Foolproof (2003) als Lawrence Yeager
- Nothing (2003) als Dave
- Father Lefty (2002) als Father Gregory
- Cypher (2002) als Dunn
- Made In Canada, Volume 1: Best of the CFC (2002) als Zichzelf
- Treed Murray (aka Get Down) (2001) als Murray
- Century Hotel (2001) als Michael
- The Triangle (2001) als Gus Gruber
- And Never Let Her Go (2001) als Gerry Capano
- Chasing Cain (2001) als Bud
- Amateur Night (1999) als D.J.
- Autoerotica (1999) als Gord
- Blind (1999) als The Victim
- The Life Before This (1999) als Nick
- Survivor (1999) als de Dokter
- Milkman (1998) als Martin/Soldaat (stem)
- Clutch (1998) als Martyn
- Bad Day on the Block (1997) als Andrew
- Elevated (1997) als Hank
- Joe's Wedding (1997) als Rob Fitzgerald
- On the 2nd Day of Christmas (1997) as Mel.
- Cube (1997) als David Worth, the Architect
- Blood Brothers (1993) als Detective Trayne
- The Boys of St. Vincent: 15 Years Later (1993) als Steven Lunney, leeftijd 25
- Split Images (1992) als Gary Hammond
- Quiet Killer (1992) als Myles Chapman
- A Savage Christmas: The Fall of Hong Kong (1992) als Walter Jenkins
- The First Circle (1991) als 'Ruska' Rostislav
- Scanners II: The New Order (1991) als David Kellum
- Desire and Hell at Sunset Motel (1990) als Deadpan
- Deep Sleep (1990) als Terry
- Where the Heart Is (1990) als Jimmy
- The Penthouse (1989) als Joe Dobson
- Dead Meat (1989)
- Pin (1988) als Leon
- The Darkside (1987) als Chuckie

### Tv
*Exclusief eenmalige gastrollen
- Urban Legends (2011) als de verteller (15 afleveringen)
- Hellcats (2010-2011) als Dr. Eagan (2 afleveringen)
- Stargate Atlantis (2004-2009) als Dr. Rodney McKay (99 afleveringen)
- Stargate SG-1 (2001-2009) als Rodney McKay (7 afleveringen)
- Traders (1996-2000) als Grant Jansky (73 afleveringen)
- Kung Fu: The Legend Continues (1993-1996) als Dr. Nicholas Elder (13 afleveringen)
- Shining Time Station (1993) als Ted Typo (2 afleveringen)
- Beyond Reality (1992-1993) als Tom (2 afleveringen)
- Katts and Dog (1992-1993) (2 afleveringen)
- Street Legal (1988-1994) als Dave Lister / Tim Woolrich (2 afleveringen)

### Schrijver
- Nothing (2003)
- A Dog's Breakfast (2006)

### Regisseur
- A Dog's Breakfast (2006)